# Stary Rynek w Łodzi

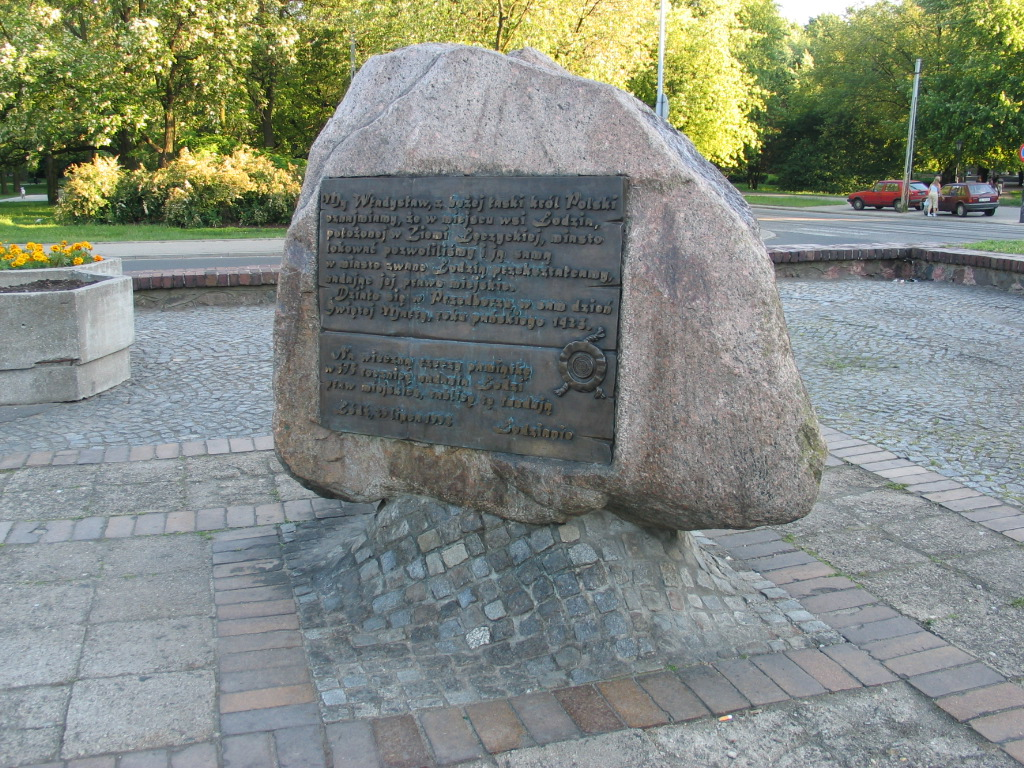
Głaz upamiętniający 575 rocznicę przyznania Łodzi praw miejskich

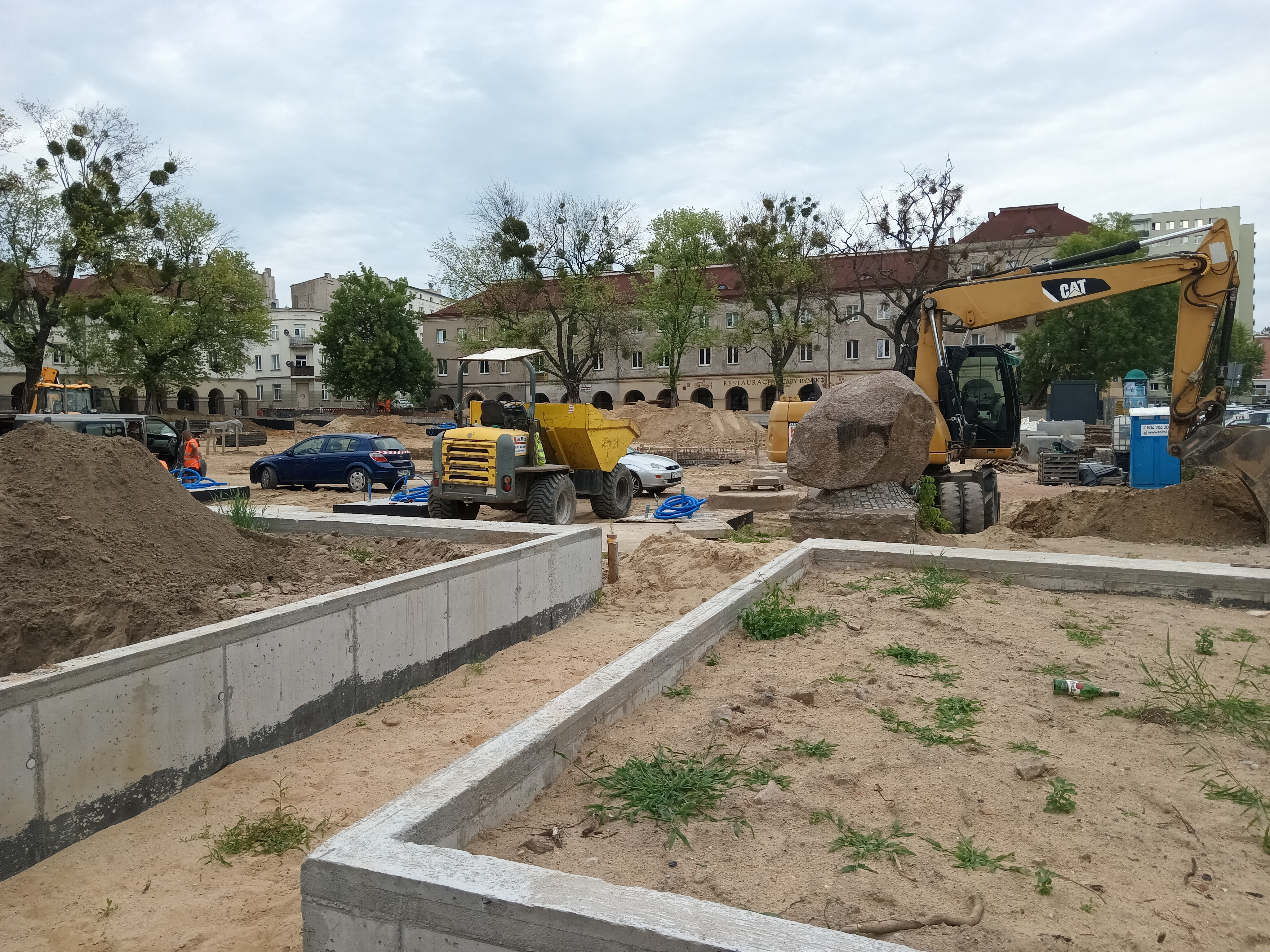
Stary Rynek w trakcie przebudowy (lipiec 2023)

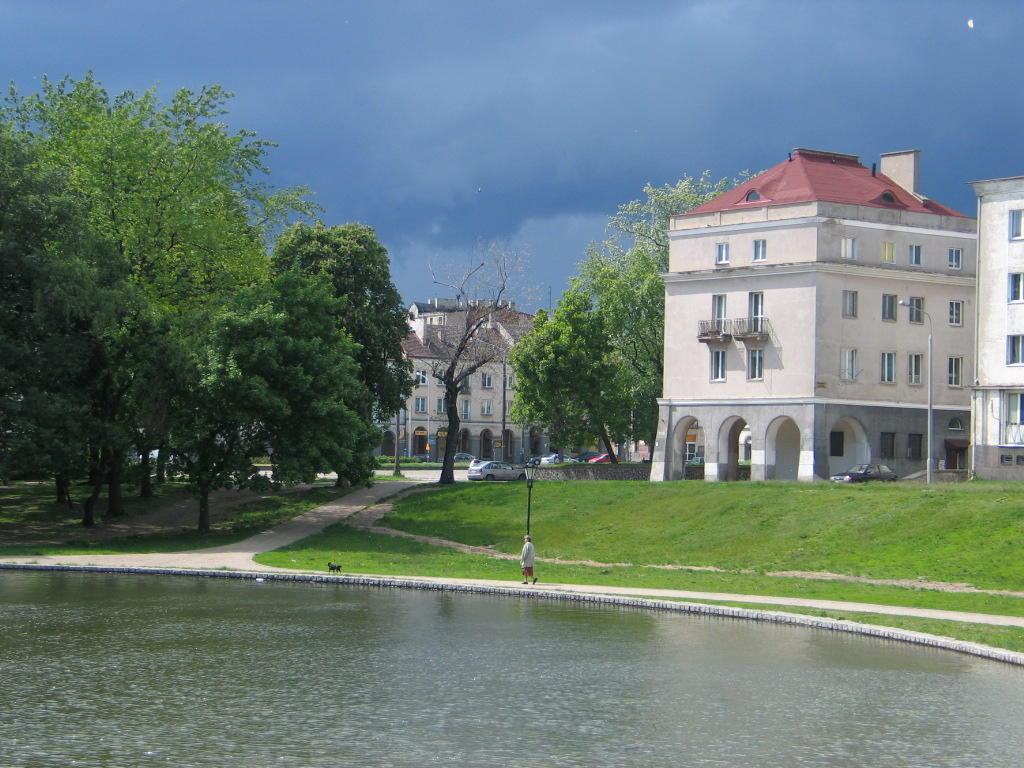
Widok na Stary Rynek z Parku Staromiejskiego; na lewo widoczne domy z charakterystycznymi podcieniami

Stary Rynek – historyczny plac miasta Łodzi, będący głównym elementem łódzkiego Starego Miasta, razem z którym stanowi kolebkę historyczną miasta i centrum jego pierwotnego rozwoju urbanistycznego. 
Pomimo nazwy i historii, miejsce nie pełni roli reprezentatywnej starówki, z czasem w pełni oddając tę rolę historycznej dzielnicy Nowego Miasta, wytyczonej wzdłuż Placu Wolności i ulicy Piotrkowskiej.

## Charakterystyka

### Forma
Stary Rynek ma formę dużego placu, o kształcie zbliżonym do prostokątu o wymiarach ok. 105 na 85 metrów. Z trzech stron – od północy, ze wschodu i z zachodu – otaczają go charakterystyczne powojenne kamienice z podcieniami. 
Budynki stojące po zachodniej stronie placu oddzielone są od niego przebiegającą wzdłuż placu ulicą Zgierską, wyposażoną w infrastrukturę tramwajową, a leżący na południe Park Staromiejski jest oddzielony od placu ulicą Podrzeczną.
Do czasu dwudziestolecia międzywojennego pełnił centralną rolę handlowo-rozrywkową Starego Miasta, po drugiej wojnie światowej stając się placem o drugorzędnym znaczeniu, pełniąc rolę miejsca przeznaczonego dla wieców historycznych i organizacji sporadycznych inicjatyw społeczno-kulturalnych.

### Funkcja
Z momentem wytyczenia nowej osady włókienniczej w 1823 roku i dalszego rozwoju przemysłowej Łodzi, na północ od Starego Miasta powstała dzielnica o nazwie Nowe Miasto (której trzon stanowił Plac Wolności wraz z ul. Piotrkowską). Z biegiem lat oraz w wyniku działań wojennych, stworzenia Parku Staromiejskiego w miejscu wyburzonej części Starego Miasta, oraz dokonania kontrowersyjnej rewitalizacji, funkcję starówki i zabytkowego centrum miasta mimowolnie przejęło historyczne Nowe Miasto, czyniąc z Placu Wolności i ulicy Piotrkowskiej centrum kulturowe i architektoniczne miasta, a ze Starego Miasta miejsce o mniejszej aktywności kulturowej i turystycznej. 
Obecnie odnowiony plac jest dedykowany lokalnym inicjatywom handlowym i kulturalnym.

## Historia

### Powstanie i rozwój wsi Łodzia
Stary Rynek i jego najbliższa okolica stanowiły miejsce najstarszego osadnictwa, z którego rozwinęła się współczesna Łódź. Z czasem Stary Rynek, będący głównym placem rozwijającej się wsi, stał się wraz z otrzymaniem praw miejskich przez wieś Łodzia, centrum społeczno-kulturalnym rozwijającego się miasta, będąc miejscem ulokowania pierwszego miejskiego ratusza.

### XV–XIX wiek
Rynek Staromiejski stanowił centrum rolniczego miasteczka Łodzi. W tych czasach otaczała go drewniana, miejska zabudowa. Stojący przy rynku ratusz także był wykonany z drewna. W okresie tym na południe od Rynku przepływała rzeka Łódka. Na niej, w miejscu współczesnego parku, utworzony był staw, a przy nim młyn.  

### Rynek w czasach Łodzi fabrykanckiej
Gwałtowna zmiana urbanistyczna miała miejsce na początku XIX wieku, kiedy to w latach 1821–23 dokonano wytyczenia nowej osady (nazwanej Nowym Miastem) i ulokowania kilkaset metrów na południe nowego centrum Łodzi w postaci Rynku Nowego Miasta.  
W tym czasie drewniane budynki, stanowiące główną zabudowę rynku, zostały zastąpione murowanymi klasycystycznymi kamienicami, stając się miejscem rozwoju i zamieszkania dla społeczności żydowskiej (m.in. dla Kalmana Poznańskiego, ojca słynnego łódzkiego fabrykanta, Izraela). 
Przez cały ten czas rynek pełnił ważną rolę kulturalno-handlową dzielnicy, leżąc blisko rozwijającej się osady Bałuty, jako centrum północnej części miasta Łodzi, a do czasu pierwszej wojny światowej stanowiąc wysunięty najdalej na północ zakątek całego miasta. 

### II wojna światowa
W dwudziestoleciu międzywojennym rynek pełnił rolę reprezentacyjnego placu, pozbywając się funkcji stricte handlowej. W okresie II wojny światowej ta zamieszkana przez Żydów okolica weszła w skład łódzkiego getta. Po jego likwidacji otaczające rynek domy zostały częściowo rozebrane, likwidując praktycznie południową część Starego Miasta, na południe od ulicy Podrzecznej. 

### Czasy PRL
Prace rozbiórkowe były kontynuowane przez władzę ludową po 1945 roku, w celu nadania placowi nowego kształtu architektonicznego i dokonania miejscowej rewitalizacji. Do połowy lat pięćdziesiątych XX wieku wzniesiono nową zabudowę Starego Rynku w formie uproszczonego historyzmu socrealistycznego o trzech kondygnacjach, stromych dachach i z podcieniami na parterze, mając na celu czytelność placu i nadanie mu kameralnego charakter. Autorem projektu zabudowy Starego Miasta i jego rynku był Ryszard Karłowicz wraz z zespołem projektowym. 
W wyniku powyższych działań historyczna i zamknięta forma rynku została zagubiona wskutek rezygnacji z zabudowy pierzei południowej. Percepcję miejsca wyraźnie zmieniło także monotonne, „osiedlowe” ukształtowanie fasad oraz funkcjonalne odcięcie go od śródmieścia poprzez Park Staromiejski, w obu przypadkach stając w kontrze do dawnego, centralnego i handlowego charakteru placu. Zaowocowało to utraceniem przez Stare Miasto i Stary Rynek funkcji reprezentacyjnej starówki historycznej, którą przejęła dawna dzielnica Nowego Miasta, wraz z Placem Wolności i ulicą Piotrkowską. 
W 1964 roku na rynku odsłonięto pomnik Juliana Marchlewskiego, a plac stał się miejscem defilad i wieców politycznych. Pomnik ten został usunięty w pierwszej połowie lat dziewięćdziesiątych XX w., w ramach procesu dekomunizacji miasta.  

### Po 1989 roku
Powyższy stan utrzymał się do końca Polskiej Rzeczpospolitej Ludowej, a wraz z upadkiem miejskiego przemysłu włókienniczego, plac stał się miejscem o jeszcze mniejszym znaczeniu turystycznym i kulturalnym, przeciw czemu działała ulokowana tam inicjatywa Stowarzyszenia Przyjaciół Starego Miasta, walcząca o poprawną rewitalizację i uatrakcyjnienie tego ważnego historycznie miejsca. 
W 1998 na rynku umieszczono głaz z tabliczką upamiętniający 575 rocznicę przyznania Łodzi praw miejskich.  
W lutym 2008 władze miasta przyjęły koncepcję zamknięcia południowej ściany Starego Rynku gmachem delegatury urzędu miasta Łódź-Bałuty. Na placu, według koncepcji, ma zostać wzniesiony konny pomnik króla Władysława Jagiełły. Do realizacji planów ostatecznie nie doszło. Ponadto, pomimo utworzenia w następnych latach planów rewitalizacji zaniedbanych dzielnic miasta i realizacji pierwszych z nich w drugiej dekadzie XXI wieku, Stare Miasto wraz z rynkiem nie zostało kompleksowo uwzględnione w ramach tej inicjatywy. Poprzestano na remoncie parku i nawierzchni placu, zaniechując odnowy okolicznych kamienic i poprawienia struktury społecznej pobliskiej okolicy.  
W latach 2022-25 władze dokonały obiecanej kompleksowej przebudowy Starego Rynku i odnowy Parku Staromiejskiego. W wyniku powyższego plac zyskał nową granitową nawierzchnię, zadrzewienie, meble miejskie oraz ozdobne zadaszenia, mające chronić lokalne inicjatywy handlowe przed czynnikami atmosferycznymi. Inicjatywa ta miała na celu uatrakcyjnić tę część miasta, w celu ściągnięcia nań lokalnych inicjatyw społeczno-handlowych, jednocześnie chcąc zachęcić turystów odwiedzających pobliskie centrum handlowo-rozrywkowe Manufaktura do eksploracji także tej części miasta. 